# دعم علم الفلك

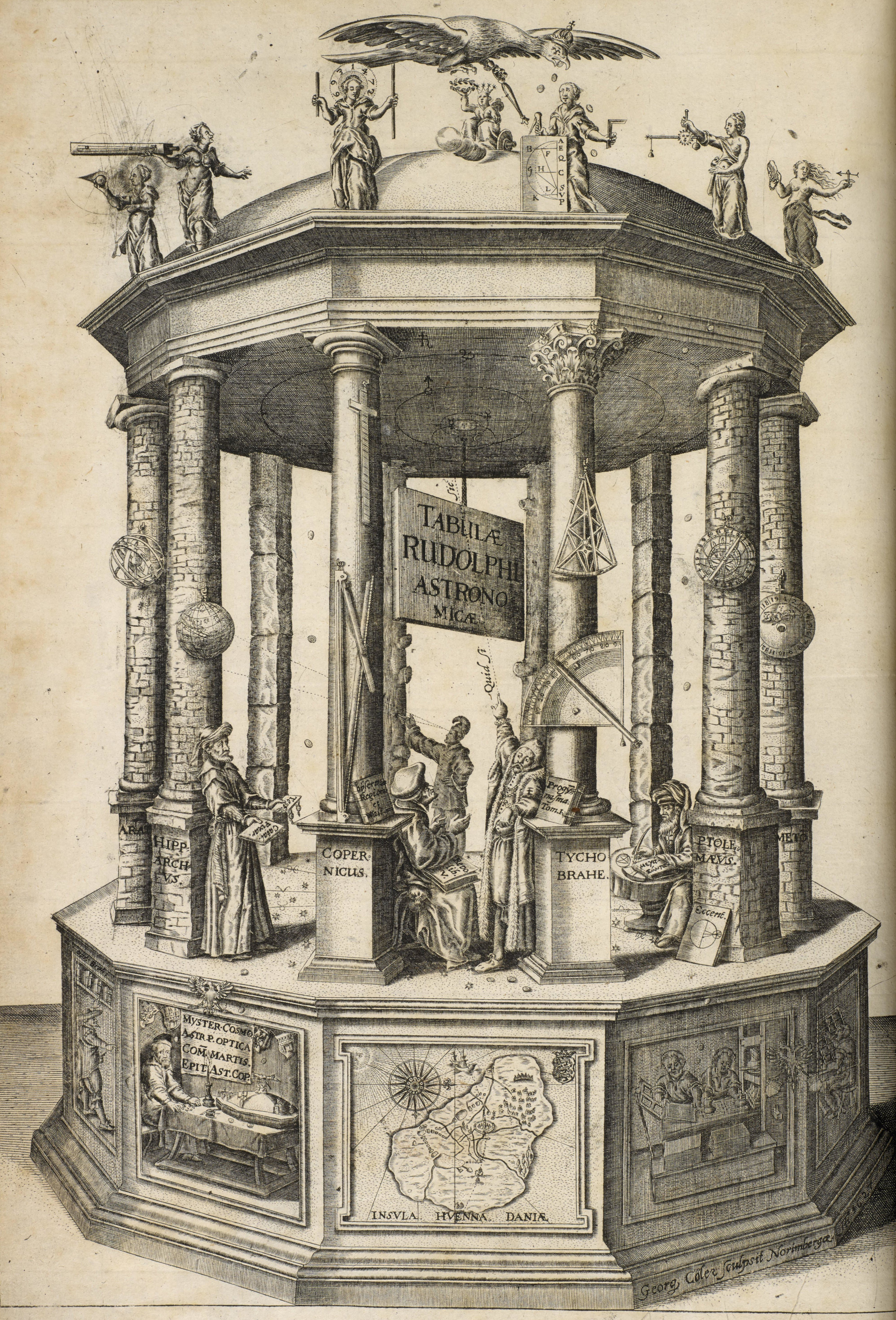

يُشير مصطلح دعم علم الفلك أو رعاية علم الفلك إلى دراسة علم الفلك من وجهة نظر مجتمعية وثقافية، بدلًا عن التركيز على إسهامات العلماء ومكتشفاتهم، فهذه الدراسة ستوضح تأثير الدعم والرعاية التي تلقاها علم الفلك من المجتمع على تحديد شكله وتطوره عبر الزمن.

## أهمية الدعم العلمي في تاريخ العلوم
لعب الدعم دورًا رئيسيًا يجري تجاهله عادةَ خلال دراسة تاريخ العلوم في حياة العديد من العلماء البارزين والمميزين. فعلم الفلك على وجه الخصوص ثري بتلك العلاقات النفعية المتبادلة بين شخص يقدم الدعم الكامل لشخص آخر يتلقى هذا الدعم، كعلاقة عالم الفلك الإيطالي غاليليو غاليلي مع أسرة ميديشي الحاكمة. بدأ العديد من المؤرخين دراسة تاريخ العلوم من تلك الزاوية المنسية نسبيًا، فيصرح الدكتور روبرت سميث في مقالته حول تاريخ الدعم العلمي في المراحل الأولى لوكالة ناسا بأن «تاريخ علوم الفضاء يُكتب عادة من خلال الاكتشافات العلمية المميزة التي توصل إليها العلماء، وكيف أثرت تلك الاكتشافات في رؤيتنا وفهمنا للكون»، ولكن، كما يؤكد مؤرخا العلوم باركر وغولدشتاين، «عقب الأعمال الرائدة التي قام بها روبرت ويستمان وريتشارد س. ويستفول، أصبح مؤرخو العلوم بشكل عام ومؤرخو علوم الفضاء بشكل خاص يقدرون أهمية الدعم المجتمعي في تطور العلوم خلال القرنين السادس عشر والسابع عشر».
بقدر أهمية التطورات والاكتشافات العلمية التي توصل لها العلماء، وتأثير تلك التطورات على تاريخ العلوم، فإن بعض المؤرخين مثل نيكولاس جاردين وماريو بياجولي وريتشارد ويستفول سعوا إلى التركيز على بعض المشاكل الناتجة عن دعم العلوم، وأَثرت تلك الدراسة والرؤية على فهم تاريخ بعض العلماء المؤثرين مثل غاليليو غاليلي ويوهانس كبلر وتيخو براهي. ولكن دراسة العلوم من تلك الوجهة ليست الحل الوحيد الأمثل لفهم العلاقة التاريخية بين المجتمعات والثورات العلمية، فبعض العلماء لم يُدعموا مجتمعيًا، حتى الذين دُعموا لم يُحدد عددهم بدقة، وعلى الرغم من ذلك، فإن دعم المجتمعات للعلوم ربما كان هو الشيء الأكثر انتشارًا قبل ظهور الصناعة.
يتوصل ريتشارد ويستفول إلى أن «الطلاب يستطيعون الآن رسم خريطة لمسارات العلوم المختلفة في العصر الحالي، ونمتلك كل الأسباب المقنعة لمعرفة أهمية ذلك الدور. أود أن اقترح أن الدعم الحالي للعلوم مع الممارسات التي يفرضها علينا العصر الحالي ستقودنا نحو تاريخ اجتماعي مثمر للثورات العلمية الحادثة، وهي حركة وفرصة يتمتع بها الجيل الحالي من العلماء. وبعد تحقيقات عديدة، أعتقد أننا وصلنا لمرحلة من السيطرة على تلك المفاهيم القادمة إلينا من القرن التاسع عشر والتي تتطابق مع مفاهيمنا في العصر الحالي أكثر من تلك القادمة من القرن السابع عشر. نحاول جاهدين فرض نفس السيطرة على مفاهيم القرن السابع عشر، ولكن يبدو أن الموضوع عسير للغاية وقاحل، وأريد أن أقترح -لا كعقيدة جديدة، بل كموضوع للمناقشة- إمكانية أن نواجه تلك المشكلة من زاوية مختلفة، باستخدام تصنيفات القرن السابع عشر الفكرية بدلًا من تلك الخاصة بالقرن التاسع عشر، فالدعم العلمي بالتأكيد كان متواجدًا في القرن السابع عشر».

## ما هو الدعم العلمي؟
تختلف طريقة وآلية الدعم العلمي في القرنين السادس عشر والسابع عشر عن مثيلتها في العصور الحديثة، فبالعودة إلى غاليليو وكيبلر وكوبرنيكوس، نجد أن آلية الدعم العلمي كانت عبارة عن علاقات اجتماعية مُعقدة بين الفلكيين وبين ذوي المكانة الاجتماعية المرموقة. سمحت تلك العلاقات الاجتماعية بعض الفلكيين مثل غاليليو بالعمل تحت نفوذ سلطة آل ميديشي، وأكسبته تلك العلاقة لا مكانة اجتماعية مرموقة فقط، بل وفرت له الأموال اللازمة لإنجاز مساعيه العلمية، ولم تكن الاستفادة فقط من نصيب العلماء، بل حصل الداعمون والرعاة أيضًا على نصيب من تلك العملية النفعية المتبادلة. فالهدايا النادرة والمميزة التي يقدمها العلماء لهؤلاء الداعمين تجعلهم يشعرون بالفخر بين أقرانهم من نفس المستوى الاجتماعي، مثل نجوم ميديشي التي قدمها غاليليو لعائلة ميديشي. 
سمح النفوذ السياسي والاجتماعي لهؤلاء الداعمين بإضفاء صفة الشرعية على العلوم والمكتشفات الجديدة، من خلال توفير أموال وأماكن لتداول تلك العلوم وتدريسها، والذي بدوره عزز من حالتهم المعرفية لقواعد سلوكياتهم. بالرغم من تفسير الدعم العلمي على أنه عبارة عن علاقات اجتماعية معقدة بين مجموعة من الداعمين ومجموعة من ممارسي العلوم «علاقات اجتماعية متبادلة تحت مظلة العلم»، فهي في الحقيقة عبارة عن علاقة ثنائية بين الداعمين والممارسين ولكن لكل منهم صفاته الفريدة، وليس لها أي هيكل إداري أو نظام مؤسسي واضح. لم يقدم الداعمون للممارسين أي ضمانات رسمية باستمرار الدعم، فالعلاقة بين كلا الطرفين كانت تطوعية ومُعرضة دائمًا للتفكك والانحلال. يتحدد المجهود الذي يُبذل من الطرفين فقط بناءً على الوعود المستقبلية. يذكر ويستفول أن «ادعاء العميل الوحيد على داعمه كان قدرته على تسليط المزيد من الضوء على روعة الرجل الذي أدرك قيمته وشجّعه».  

## أراء المؤرخين

### نيكولاس جاردين
يذكر نيكولاس جاردين في مقالته المُعنونة باسم مكانة علم الفلك في بداية المجتمعات الحديثة تأثيرَ الدعم العلمي والمجتمعي في تغيير خارطة علم الفلك ووجهته، وذلك من خلال البحث عن نظام حقيقي للكون. يبدأ جاردين مقالته بملاحظة أن «لم يُشكل اتجاهًا مميزًا ومحددًا مسايرًا للاتجاهات المعاصرة، ولكنه كان عبارة عن مجموعة متفرقة من الممارسات على نطاق واسع في مختلف الطبقات الاجتماعية». كان التعليم الجامعي لعلم الفلك مُنصبًا على «الجوانب العملية والنفعية في الغالب، والملاحة والزراعة، والأهم من ذلك؛ التطبيقات الطبية، لدرجة أن النماذج المتصورة للكواكب والمجموعة الشمسية كانت ضربًا من الخيال، وتُستخدم في التنجيم». ولكن خلال القرن السادس عشر «شارك الأمراء والأرستقراطيون في الإسهامات الفلكية، فأصبح الرصد الفلكي وصناعة الأدوات والنماذج الفلكية والنماذج المصغرة للكون والعالم جزءًا من اهتمام البلاط الملكي والتبادل بين الطبقة النبيلة والمنافسة أيضًا». ولعل أبرز الأماكن التي أسسها النبلاء لعلم الفلك «بلاط الملك فيلهلم الرابع في لاندغريفية هسن كاسل، وبلاط ملك الدنمارك فريدريك الثاني، الذي أسس مرصدًا فلكيًا في جزيرة فين السويدية كدعم لعالم الفلك تيخو براهي، بالإضافة إلى لبلاط الملكي الخاص بالأمير رود الثالث أمير براغ، والبلاط الملكي لآل ميديشي». بعد عدة عقود في القرن السادس عشر، وبسبب إسهامات الأمراء المستمرة ودعمهم المتواصل، وجد الفلكيون أنفسهم يتناولون الطعام على الطاولات الملكية، ويشاركونهم الاحتفالات.
يٌقسِّم جاردين الأماكن التي يجري من خلالها تداول علم الفلك إلى الجامعة، والبلاط الملكي، وساحات المدن، والوظائف الحكومية، والمناهج الدراسية، فيذكر أن «فيلهلم الرابع أمير لاندغريفية هسن كاسل تحكّم بشكل مباشر أو غير مباشر بالوظائف والمناهج الدراسية التي تُدرس في جامعة والده، جامعة ماربورغ. وعلى العكس من ذلك، تُعيَّن المناصب الخاصة بعلوم الرياضيات أو تُرشَّح من قبل الجامعة دون تدخل منه». يستطرد جاردين حديثه مُعتقدًا أن «العلاقة بين الداعم والعالم أو الممارس داخل البلاط الملكي لا تستمر لفترات طويلة إن كانت قائمة على الاستفادة المالية فقط، لأن الأصل في تلك العلاقة هو تبادل الاحترام والهدايا الباهظة والمميزة بين الطرفين». ذكر جاردين تلك العلاقة تحت مُصطلح «اقتصاد الشرف»، فقد تصارع الأمراء الداعمون فيما بينهم للحفاظ على خدمات علماء الفلك البارزين، وعلى النقيض، إذا تخلى أحد العلماء عن ولاءه لأحد الأمراء فسيقوم الأمير بمحاربته ومساعدة زملائه ضده. يذكر جاردين أن المؤلفات الحديثة وضحت كيف أن علم الفلك في القرن السادس عشر كان يخدم أفكار السلطة الحاكمة. على سبيل المثال، «قدم عالم الفلك الإيطالي جيوفاني جيوفانو بونتانو -وهو سفير وسكرتير عائلة آل أراغون الحاكمة لنابولي- للبلاط الملكي عام 1512 مشروعًا فلكيًا يشير إلى أن الكواكب تتراقص بشكل متناغم مع سيدهم الشمس، مثلما تفعل الممالك الأخرى مع البلاط الملكي لنابولي، كرقص الخدم والعاملين في البلاط الملكي أمام حاكمهم». كما يعتقد جاردين، إن علم الفلك ليس وحده وليد تأثير البلاط الملكي، بل البحث وفهم آلية الكون أيضًا نتاج تأثير البلاط الملكي.
يرى جاردين أن المؤرخين في الحديث شددوا على أهمية دور تبادل الهدايا مع أمراء البلاط الملكي في القرن السادس عشر كرمز تعبيري عن قوة سلطة الحاكم، أو كطريقة إغراء وجذب له لبدء النقاش والتحاور. وعادة ما يتم ذلك عن طريق تقديم الأدوات أو الكتب أو بعض المكتشفات الفلكية، ما يساعد العالم في الحفاظ على مكانته دون مساس بها. حافظت تلك العلاقات النفعية على الشرف والمكانة المميزة أثناء الحياة وبعد الموت أيضًا؛ فعلى سبيل المثال:
ألقى هيرونيموس تريوتلر، وهو أستاذ القانون بجامعة ماربورغ، خطبة جنائزية بعد وفاة فيلهلم الرابع من لاندغريفية هسن كاسل، وذكر في آخر الخطبة أنشطة الأمير الفلكية في لاندغراف، وأثنى عليه كداعم رائع للعلوم وراعٍ لها، مثله مثل يوليوس قيصر وألفونس الحكيم، بالإضافة إلى دوره في تعديل التقويم. ومن الأعمال الأخرى التي عُزّزت مكانتها قرب وفاة صاحبها أو بعد وفاته «نموذج الكرة الأرضية»، وكيف استطاع صانعه غوست بورجي أن يُنشئ عالمًا متكاملًا من خلال ذلك النموذج «الذي لا يوضح كيفية حركة الكواكب فحسب، بل حركة كل الأجسام المرتبطة بها أيضًا». عندما علم الإمبراطور رودلف بذلك النموذج طلب مقابلة صانعه، الذي أرسل إليه نموذجًا مُصغرًا، ما جعل الإمبراطور سعيدًا، وأرسل له بالمقابل هدية وجواب شكر تلقاه بورجي قبل وفاته.
يعتبر جاردين أن تبادل الهدايا الرمزية المميزة هو تتويج لحياة بورجي حتى بعد وفاته، وإن كان ذكره مترددًا في الخطب. يستعرض جاردين أيضًا الصراع الذي دار بين تيخو براهي ونيكولاس وأورسوس، حيث اتهم براهي أورسوس بسرقة مخطوطاته عن حركة الكواكب من مرصد فين الفلكي، وساعد براهي فلكيين أخرين في إثبات أحقيته، مثل يوهانس كبلر الذي كتب خطابًا يدافع فيه عن براهي ويقول فيه إنه صاحب الأسبقية في ذلك الاكتشاف. يعتقد جاردين أنه «في سياق هذا التحدي بين العلماء، أعاد براهي وكبلر تأسيس مفهوم جديد لتلك التحديات، فلم تكن نقطة انطلاق التحدي حول تأسيس نموذج تصوري للكون، ولكن كانت نقطة التحدي من خلال نتائج هذا المشروع». بعد التعرض لهذه الأحداث والصراعات، نجد أن النموذج الذي يصف الكون هو نتاج تبادل الهدايا والعطايا بين العلماء وأمراء البلاط الملكي. فخلاصة الأمر بالنسبة لجاردين هي أن علم الفلك تأسس قديمًا من خلال التفاعلات المجتمعية بين العلماء وأمراء البلاط الحاكم كعلاقة نفعيه متبادلة، وأن رعاية البلاط الحاكم لعلم الفلك غيرت من رؤيتنا للكون ومن مسار علم الفلك وتوجهاته بأكملها.